# Freixianda
Freixanda è una ex freguesia portoghese del comune di Ourém, con un'area di 30,14 km² e una popolazione di 2.474 abitanti (2011). Essa, inserita nel comune di Ourém, confina con altre freguesia: e Casal dos Bernardos, Formigais, Ribeira do Fárrio e Rio de Couros.

## Centri abitati
Nella freguesia, la popolazione è molto squilibrata, i centri abitati sono:
- Abades
- Aldeia de Santa Teresa
- Arneiro
- Avanteira
- Besteiros
- Casal do Pinheiro
- Casal da Sobreira
- Charneca
- Cumeada
- Fonte Fria
- Freixianda (capoluogo)
- Granja
- Junqueira
- Lagoa de Santa Catarina
- Lagoa do Grou
- Malaguarda
- Parcerias
- Perucha
- Porto do Carro
- Póvoa
- Ramalheira
- São Jorge
- Vale do Carro
- Várzea do Bispo